# أولاد مبارك (أولاد سيدي عبد الحاكم)
أولاد مبارك هو دُوَّار يقع بجماعة أولاد سيدي عبد الحاكم، إقليم جرادة، جهة الشرق في المملكة المغربية. ينتمي الدوّار لمشيخة أولاد سيدي عبد الحاكم التي تضم 7 دواوير. يقدر عدد سكانه بـ 146 نسمة حسب الإحصاء الرسمي للسكان والسكنى لسنة 2004.

## روابط خارجية
- البوابة الوطنية للجماعات الترابية
- المندوبية السامية للتخطيط